# Zdob și Zdub

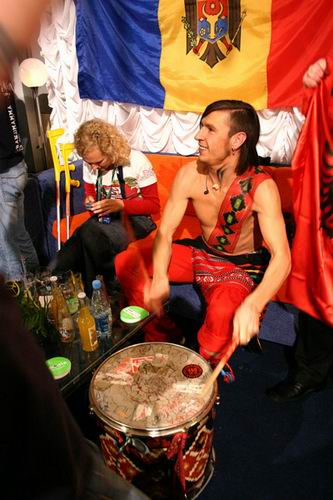
Вокаліст Роман Ягупов, Євробачення 2005, Київ

Zdob și Zdub (вимовляється — Здоб ші здуб) — молдовський музичний гурт, заснований 1994 року у Кишиневі, який у своїй творчості поєднує рок-музику і балканський танцювальний фольклор. Назва колективу румунською мовою означає вигук при грі на бубні.

## Історія
2000 року, стали гедлайнерами фестивалю «Summer Hits» у Кишиневі (крім них там ще виступали гурти BUG Mafia та Paraziţii з Румунії).

## Участь на Євробаченні
2005 року гурт репрезентував Молдову на пісенному конкурсі Євробачення з піснею «Bunika Bate Doba», посівши 6-те місце (друге у півфіналі). Співають румунською, російською та англійською мовами.
Гурт вдруге представив Молдову з піснею «So Lucky» на конкурсі Євробачення 2011, який відбувся у Дюссельдорфі.
Втретє гурт разом з братами Адваховими представив Молдову на конкурсі Євробачення 2022 у Турині з піснею «Trenulețul (Потяг)». 

## Склад виконавців
- Роман Ягупов (13.09.1973) — вокал, флейта, окарина, народні інструменти
- Міхай Ґінку (5.03.1975) — бас-гітара
- Анатолій Пугач (6.10.1973) — барабани
- Віктор Дандеш (03.04.1972) — тромбон, флейта, народні інструменти
- Валеріу Мазилу (12.09.1978) — труба
- Ігор Бузурнюк (23.06.1981) — гітара

## Дискографія

### Альбоми
- 1996 Hardcore Moldovenesc (Молдовський хардкор)
- 1999 Zdubii Bateţi Tare (Здуби грають Весело та Голосно)
- 1999 Remix
- 2000 Tabăra Noastră (Наш табір)
- 2001 Agroromantica
- 2003 450 De Oi (450 овець)
- 2012 Basta Mafia!

### Збірки
- 2006 Ethnomecanica — The Best of
- 2010 Белое вино/Красное вино (Біле вино/Червоне вино)

### Сингли
- 2001 Нло и цыган
- 2003 Dj Vasile
- 2004 Mioriţa
- 2005 Bunica Bate Doba (Бабця б'є в бубон) — Single CD
- 2011 So Lucky
- 2012 Moldovenii s-au născut

### Кліпи
| Рік  | Назва                                 |
| ---- | ------------------------------------- |
| 1997 | Hardcore Moldovenesc                  |
| 1999 | Ты меня оставила                      |
| 1999 | Zdubii Bateti Tare                    |
| 2000 | Видели ночь (кавер КИНО)              |
| 2000 | НЛО и цыган (Tiganul si OZN)          |
| 2002 | Draga Otee                            |
| 2003 | DJ Vasile                             |
| 2003 | Nunta Extremala                       |
| 2003 | Cucusor                               |
| 2004 | Miorita                               |
| 2005 | Bunica Bate Doba                      |
| 2005 | Hora Cosmica                          |
| 2005 | Tractorul                             |
| 2006 | Everybody in the Casa Mare (1 версія) |
| 2006 | Everybody in the Casa Mare (2 версія) |
| 2006 | Haitura (Новогодняя Коляда)           |
| 2007 | Buna dimineata                        |
| 2011 | So Lucky                              |
| 2012 | Moldovenii s-au născut                |
| 2014 | Om cu inima de lemn                   |

- Doina Haiducului
- Lume
- Manea Cu Voce
- Olimpia
- RomaniaDA (під мелодію з Mioriţa)